# Belzoni (Mississipi)
|  | Aquest article tracta sobre la ciutat. Vegeu-ne altres significats a «Belzoni». |

Belzoni és una població dels Estats Units a l'estat de Mississipi. Segons el cens del United States Census estimate tenia 2.418 habitants.

## Demografia
Segons el cens del 2000, Belzoni tenia 2.663 habitants, 934 habitatges, i 640 famílies. La densitat de població era de 1.071 habitants per km².
Dels 934 habitatges en un 33,8% hi vivien nens de menys de 18 anys, en un 35,3% hi vivien parelles casades, en un 28,6% dones solteres, i en un 31,4% no eren unitats familiars. En el 28,2% dels habitatges hi vivien persones soles l'11,8% de les quals corresponia a persones de 65 anys o més que vivien soles. El nombre mitjà de persones vivint en cada habitatge era de 2,83 i el nombre mitjà de persones que vivien en cada família era de 3,49.
Per edats la població es repartia de la següent manera: un 32,2% tenia menys de 18 anys, un 11,4% entre 18 i 24, un 27,3% entre 25 i 44, un 17,8% de 45 a 60 i un 11,3% 65 anys o més.
L'edat mediana era de 30 anys. Per cada 100 dones de 18 o més anys hi havia 77,5 homes.
La renda mediana per habitatge era de 20.690$ i la renda mediana per família de 25.521$. Els homes tenien una renda mediana de 26.466$ mentre que les dones 15.833$. La renda per capita de la població era de 13.022$. Entorn del 29,3% de les famílies i el 35% de la població estaven per davall del llindar de pobresa.

## Poblacions més properes
El següent diagrama mostra les poblacions més properes.